# إليزابيث فرانسيس سي
إليزابيث فرانسيس بابا سي (بالإنجليزية: Elizabeth Frances Sey)‏ (نيه باي) (21 أبريل 1927 – 1991) أول سيدة تخرج من جامعة غانا. بعد التحاقها بمدرسة أوشيموتا الثانوية في أكرا، تم قبولها في كلية جامعة جولد كوست، التي أصبحت الآن جامعة غانا، في عام 1950 وتخرجت بدرجة البكالوريوس في عام 1953.
بعد تخرجها أصبحت مسؤولة التعليم في سيكوندي. كانت رئيسة قسم اللغة الإنجليزية في مدرسة أوشيموتا حتى التقاعد في عام 1987. بالإضافة إلى ذلك، عملت في مجلس محافظي المدرسة الدولية في غانا حتى وفاتها. وتدرّس في عدد من المدارس بما في ذلك مدرسة ويسلي الثانوية للبنات، كيب كوست، ومدرسة سانت لويس الثانوية في كوماسي؛ ومدرسة أوشيموتا في أكرا. وقد عينت جامعة غانا قاعة إقامة تضم 400 غرفة تكريماً لها للاحتفال بمساهماتها في المدرسة.